# Serguéi Kariakin (piloto)
Serguéi Kariakin (en ruso Сергей Карякин, Ekaterimburgo, 25 de enero de 1991) es un piloto de rally raid ruso.

## Carrera Deportiva
Es un especialista de enduro, en la categoría de cuatrimotos.
Ha participado en el Rally Dakar desde 2014 hasta 2018 con un cuatriciclo Yamaha. A partir de 2019 participa en la categoría de vehículos ligeros. Triunfó en la edición 2017, completando la prueba en 39:18'52, aventajando a Ignacio Casale por más de una hora. En la edición 2020 finalizó segundo, 39 minutos por detrás de Casey Currie.
A partir de 2019 empezó a participar en la categoría SSV, logrando un segundo lugar en el Rally Dakar de 2020 siendo superado por Francisco López Contardo.

## Resultados

### Rally Dakar
| Año     | Categoría | Vehículo | Posición | Etapas |
| ------- | --------- | -------- | -------- | ------ |
| 2014    | Quads     | Yamaha   | 7.º      | 1      |
| 2015    | Quads     | Yamaha   | Ret.     | -      |
| 2016    | Quads     | Yamaha   | 4.º      | -      |
| 2017    | Quads     | Yamaha   | 1.º      | 3      |
| 2018    | Quads     | Yamaha   | Ret.     | 2      |
| 2019    | SSVs      | BRP      | 10.º     | 1      |
| 2020    | SSVs      | BRP      | 2.º      | -      |
| 2021    | SSVs      | Can-Am   | 23.º     | 1      |
| 2022    | SSVs      | Can-Am   | Ret.     | -      |
| Fuente: |           |          |          |        |

### Mundial de Rally Cross-Country de la FIM
| Año     | Categoría | Vehículo | Posición | Puntaje | Victorias |
| ------- | --------- | -------- | -------- | ------- | --------- |
| 2014    | Quads     | Yamaha   | 7.º      | 17      | -         |
| Fuente: |           |          |          |         |           |